# Telepy Katalin
Telepy Katalin (Komárom, 1914. június 11 – Budapest, 2007. november 17.) magyar művészettörténész és író, Sterbetz István ornitológus, természetvédelmi szakember felesége.

## Élete
1951-ben végzett az Eötvös Loránd Tudományegyetem Bölcsészettudományi Karán régészet, művészettörténet és múzeológia szakon. Tanárai többek között Gerevich Tibor, Vayer Lajos, Zádor Anna, László Gyula és Ybl Ervin voltak. 
Néhány évig a Szépművészeti Múzeumban dolgozott, majd a Magyar Nemzeti Galéria alapító tagja, főmunkatársa lett. Kutatási területe a XIX. és XX. század magyar és európai festészete volt. Az ő érdeme, hogy évekig tartó kutatómunkával felszínre hozta a Kecskeméten 1910-ben önálló művésztelepet alapító Iványi-Grünwald Béla különböző alkotó korszakainak legértékesebb műveit. Az általa felvázolt pályakép így alapja lehet az életmű előítéletektől mentes, elfogulatlan értékelésének. Több kecskeméti kiállítást, így például 1957-ben a Katona József Múzeumban Búza Barnabás szobrászművész és Bozsó János festőművész gyűjteményes tárlatát is ő rendezte.
- 1951–1952: MMOK.
- 1952–1957: Szépművészeti Múzeum, Új Magyar Osztály.
- 1957–1974: Magyar Nemzeti Galéria, alapító tag, főmunkatárs. Kutatási területe a XIX. és XX. század magyar és európai festészete. Telepy Károly oldalági leszármazottja.

## Díjai, kitüntetései
- 1959, 1967, 1972: Bács-Kiskun megye elismerő oklevele;
- 1966: Tudományos Ismeretterjesztő Társulat (TIT) kitüntetés;
- 1973: „Ezüst toll”, Német Demokratikus Köztársaság (NDK) Művelődési Minisztérium díja.

## Válogatott kiállításrendezései
- 1953 • XIX–XX. századi magyar művészet. Móra Ferenc Múzeum Képtára, Szeged
- 1954 • Debreceni Képtár, Debrecen
- 1957 • Csók Képtár, Székesfehérvár
- 1962 • A Magyar Nemzeti Galéria új szerzeményei, Magyar Nemzeti Galéria, Budapest
- 1970 • Nyírségi festők kiállítása. Vár Múzeum, Ungvár • Korda Vince, Katona József Múzeum, Kecskemét
- 1971 • Festmények, grafikák a közlekedésről, Magyar Nemzeti Galéria, Budapest
- 1972 • XVII. Őszi Tárlat, Jósa András Múzeum Nyíregyháza
- 1973 • Prohászka József emlékkiállítás, Katona József Múzeum, Kecskemét
- 1974 • Kőhegyi Gyula, Tokaji Galéria • Éber Sándor, Kalocsa • Boldizsár István rézkarcai, Szántó Kovács János Múzeum, Orosháza.

## Válogatott írásai
- A Magyar Művészettörténeti Irodalom Bibliográfiája, Budapest, 1955 [társszerző]
- Miháltz Pál, Budapest, 1971
- Tájképek a Magyar Nemzeti Galériában, Budapest, 1973
- Iványi Grünwald Béla, Budapest, 1974
- Képzőművészeti alkotások a Hortobágyról, in: Hortobágy, Budapest, 1976
- A Magyar Művészet Kézikönyve, Budapest, 1978 [társszerző]
- Telepy Károly, Budapest, 1980
- Tenkács Tibor, Miskolc, 1987.